# Bada
Bada (pronunciato /ˈbɑːdɑː/) era una piattaforma sviluppata da Samsung Electronics con un kernel ibrido, che poggia sul kernel di Linux, FreeBSD e un kernel real-time OS, il che rendeva Bada applicabile a una vasta gamma di dispositivi.
Progettato per smartphone, il suo nome viene dal coreano e significa oceano.
Il primo dispositivo con sistema operativo Bada è stato il Samsung S8500 Wave, messo in commercio il 1º giugno 2010 su mercato europeo.
Successivamente è stato aperto un mercato di applicazioni per Bada su internet, chiamato Samsung Apps, in maniera analoga a quanto fatto da Nokia per Symbian (Ovi), Apple per iOS (AppStore), Google per Android (Play Store e Android Market), Microsoft per Windows Phone (Marketplace) e RIM per BlackBerry (App World).
Il 25 febbraio 2013 Samsung ha annunciato che interromperà lo sviluppo di Bada per concentrarsi su Tizen.

## Storia
Samsung ha annunciato la piattaforma Bada il 10 novembre 2009.
Dopo l'annuncio, l'S8500 Wave fu per la prima volta mostrato al Mobile World Congress 2010 di Barcellona nel mese di febbraio 2010 con la prima versione di Bada, il quale registrò un milione di vendite nelle prime quattro settimane sul mercato. A quel tempo le prime applicazioni in esecuzione sul telefono Bada dimostrate furono diverse, tra cui Gameloft Asphalt 5.
Dopo il lancio aziende come Twitter, EA, Capcom, Gameloft e Blockbuster hanno mostrato il loro supporto per la piattaforma Bada, che grazie al supporto OpenGL ES 2.0 offre numerose opportunità sullo sviluppo di applicazioni che usano la grafica 3D.
Nel maggio 2010 Samsung ha distribuito una versione beta del loro software development kit (SDK) per attirare sviluppatori.
Samsung ha anche iniziato il Developer Challenge Bada con un premio totale di 2,7 milioni di dollari. Nel mese di agosto 2010 Samsung ha distribuito la versione 1.0 del SDK. Poco tempo dopo Samsung ha distribuito la versione 1.0.2 del suo OS, che includeva correzioni minori per gli utenti europei. La versione 1.2 è stata distribuita in contemporanea al lancio del Samsung S8530 Wave II.
Nell'agosto 2011 farà la sua prima comparsa la versione 2.0 dell'SDK Bada. All'IFA tenutasi il 1º settembre 2011 a Berlino, insieme al nuovo top di gamma basata su Bada (il Wave 3), è stato presentato invece l'OS Bada 2.0 che riunisce un'ampia varietà di innovative funzioni. Ad ottobre 2011 Justin Hong, vice presidente di Samsung Electronics Mobile Communication Business, ha annunciato che la casa coreana è già al lavoro sulla prossima versione 3.0. Bada 2.0 è stato poi reso disponibile per gli altri modelli a partire da dicembre 2011 con distribuzioni graduali la cui data variava da paese a paese, le diverse specifiche tecniche quali CPU, RAM e memoria comunque hanno costretto Samsung a limitare alcune funzioni di Bada 2.0 nei modelli di smartphone meno performanti. La nuova versione di bada offre numerosi miglioramenti rispetto alle precedenti, tra cui supporto tecnologia NFC, WiFi Direct, full multitasking, supporto completo ad HTML 5, Flash 10 e WAC 2.0 oltre all'implementazione di policy di sicurezza avanzate e una nuova interfaccia utente. Inoltre include una serie di nuove applicazioni predefinite come ad esempio ChatON (programma di messaggistica istantanea), Dolphin 3.0 (browser web che questa volta include un download manager a differenza della precedente release) e numerose altre utility, tra cui una nuova versione del gestore DLNA, l'applicazione Caster per la condivisione di contenuti multimediali e web (come link, immagini, video, testi, numeri di telefono e posizioni geografiche) tra pc e smartphone, applicazioni native per Facebook e Twitter, e MusicHub un negozio musicale in stile iTunes.
A giugno 2012 il nuovo Amministratore Delagato di Samsung, Kwon Oh-hyun, dichiara di voler destinare maggiori risorse allo sviluppo di Bada e degli altri software proprietari Samsung.

## Panoramica delle versioni
| Versione principale | Data di distribuzione | Cambiamenti rilevanti |
| ------------------- | --------------------- | --- |
| 1.0                 | Febbraio 2010         | Prima versione del sistema operativo. |
| 1.0.2               | Settembre 2010        | Migliorato il supporto IMAP, Ottimizzata API OpenGL, Widgets aggiuntivi, Problemi di stabilità fissa |
| 1.1                 | Ottobre 2010          | Release Minore |
| 1.2                 | Ottobre 2010          | Sostenere la risoluzione WQVGA (240 × 400 pixel), Supporto Autoscale, Advanced System Informazioni API, Passaggio automatico da 3G a Wi-Fi (WLAN se è attivo e nelle vicinanze), HTTP flusso di supporto |
| 2.0                 | Dicembre 2010         | Il supporto della scheda CyberCash e riscontri attivi (solo in Cina), Estensioni OpenGL ES sono ora pienamente supportati, URI regime di samsung apps :/ / aggiunto, Gestione della memoria migliorata, No pop acquisto in Applicazioni gratis |
| 2.0                 | Agosto 2011           | Sostiene la risoluzione HVGA (480 × 320 pixel), WAC2.0, HTML5, NFC, CSS3, Flash Lite 4, il supporto ActionScript 3.0, Multitasking, Nuova interfaccia utente con TouchWiz 4.0 per bada, Gestione della memoria migliorata, Wi-Fi sostegno diretto, Text-to-speech e speech-to-text di supporto, Supporto multischermo (tipo perfezionato di Autoscale), Push Notification, Supporto VPN, Fotocamera applicazione ridisegnata, Di comandi vocali |

## Architettura
Bada utilizza una piattaforma modulare con kernel configurabile, derivata da linux, parti di codice di FreeBSD e RTOS (un kernel proprietario Samsung). Il sistema operativo bada ha un'architettura a strati dove sul kernel-core allo strato più basso della gerarchia troviamo via via lo strato Device che si occupa dell'astrazione hardware, include i criteri di sicurezza e le librerie multimediali e di comunicazione, lo strato Service si occupa invece dei servizi dell'application engine e le operazioni back-end server centriche.
Allo strato più alto è presente il Framework applicazioni.

## Novità introdotte dal passaggio dalla versione 1.0 alla 1.2
- migliore gestione della RAM e del GPS
- soluzione di diversi bug
- miglioramento delle fotografie notturne
- miglior funzionamento del Samsung Apps
- funzionamento del multitouch durante la scrittura dei messaggi (rende le digitazione molto più veloce poiché è possibile premere 2 tasti virtuali contemporaneamente)
- miglioramenti al browser e la possibilità di salvare siti preferiti come icone nel menù (proprio come se fossero delle vere applicazioni)
- già dalla schermata di sblocco è possibile verificare lo stato del segnale, della batteria e le notifiche
- gestione delle e-mail in full HTML
- migliorata la sensibilità di ricezione delle connessioni radio (WiFi, 3G ed UMTS).

Inoltre Samsung ha distribuito ufficialmente la nuova versione firmware che ha portato il sistema alla versione bada 1.2. Le migliorie apportate sono:
- introduzione della scrittura continua, denominata T9 trace, il cui funzionamento è simile a quello di Swype dei telefoni Android e Symbian^3, solo che in Bada funziona sia con la tastiera qwerty che con il tastierino alfanumerico.
- il browser si è aggiornato alla versione Dolphin 2.2 rendendo la navigazione più fluida ed ora la barra delle opzioni è sempre presente all'interno della schermata del browser.
- è possibile utilizzare normalmente il telefono anche quando si è connessi al computer tramite kies o tramite la modalità archiviazione di massa (come avviene con l'iPhone quando si utilizza iTunes)
- Facebook è anche push
- aggiunto supporto nativo al formato FLAC
- l'audio viene registrato in MP3.

## Novità introdotte dal passaggio dalla versione 1.2 alla 2.0
- Supporto al full multitasking
- Ulteriori miglioramenti nella gestione della memoria
- Introdotto supporto completo ad HTML5
- Introdotto supporto completo a librerie WAC 2.0
- Nuove librerie OpenAL per il rendering e la gestione dei flussi audio
- Possibilità di introdurre contenuti flash nativi all'interno delle applicazioni
- Risolti problemi di sicurezza
- Aggiunto supporto a Flash Player 10\11(Flash Lite 4 con ActionScript 3)
- Nuovo software di gestione foto\videocamera
- Introdotte funzioni di sintesi vocale text to speech e speech to text
- Introdotti comandi vocali.
- Aggiunto supporto tecnologia Wi-Fi Direct
- Aggiunto supporto tecnologia Near Field Communication (NFC) che consentirà agli utenti di utilizzare il proprio smartphone come terminale per pagamenti in mobilità.
- Rinnovate la Galleria fotografica e il file explorer
- Nuova interfaccia utente completamente rivista con supporto live wallpapers e creazione di cartelle personalizzate nel menu delle applicazioni
- Rimosso limite di 10 pagine nel drawer
- Nuovo browser Dolphin 3.0 con download manager integrato
- Nuova tastiera con supporto vocale.
- Nuove applicazioni Facebook e Twitter
- Nuova versione di Samsung Apps con supporto alla funzione Smart
- Aggiunta applicazione Caster per la condivisione di file multimediali e pagine web tra smartphone e PC
- Aggiunto Chaton per la messaggistica istantanea
- Introdotto Music Hub per l'acquisto di brani musicali online

## Dispositivi
- Samsung Wave S8500
- Samsung Wave II S8530
- Samsung Wave III S8600
- Samsung Wave Magical
- Samsung Wave Young
- Samsung Wave 525 (Lite)
- Samsung Wave 723
- Samsung Wave 533 (Pro)
- Samsung Wave Young
- Samsung Wave M
- Samsung Wave 578
- Samsung Wave 575

## Futuro del sistema
Nel 2013 la piattaforma è stata accantonata; la casa madre Samsung ha sospeso tutti i comunicati riguardanti il futuro progetto della versione 3.0 e non vengono più prodotti nuovi modelli di smartphone con Bada a bordo. Il 25 febbraio 2013 Samsung ha annunciato l'intenzione di interrompere lo sviluppo di Bada per concentrarsi su Tizen.